# Mohamed Tounkob
Mohamed Tounkob est un footballeur algérien né le 3 mars 1978 à Tlemcen. Il évoluait au poste de milieu de terrain.

## Biographie
Il joue en Division 1 avec le WA Tlemcen, son club formateur, et avec l'AS Khroub.

## Palmarès
- Vainqueur de la coupe d'Algérie en 1998 et 2002 avec le WA Tlemcen.
- Finaliste de la coupe d'Algérie en 2000 avec le WA Tlemcen.
- Finaliste de la coupe de la Ligue en 1999 avec le WA Tlemcen.
- Vainqueur de la coupe de l'UAFA en 1998 avec le WA Tlemcen.